# Giuseppe Bonecchi
Giuseppe Bonecchi (datum a místo narození? i úmrtí? není známo) byl italský básník a operní libretista.

## Život
Giuseppe Bonecchi pocházel pravděpodobně z Florencie. Na pozvání Francesca Araji přijel v roce 1740 do Petrohradu, aby pro carské divadlo psal operní libreta. K oslavám sňatku Petra III. a Kateřiny II. Veliké vytvořil libreto pro operu Scipione Francesca Araji, která se hrála u carského dvora 4. a 5. září 1745 s velkým úspěchem.
V roce 1752 se Bonecchi vrátil do Itálie. Cestou se zastavil ve Vídni, kde navázal přátelství s Pietrem Metastasiem. Usadil se ve Florencii, kde získal úřad kancléře lékařů a lékáren.
V prosinci 1754 odcestoval do Madridu, kde se setkal se slavným kastrátem Farinellim. Na jeho přímluvu pak napsal několik libret pro skladatele Nicolu Conforta. Více než rok pak působil v Lisabonu. Do Florencie se vrátil po katastrofálním zemětřesení, které v roce 1755 postihlo Lisabon. Stal se znovu kancléřem lékařů a lékárníků a uplatnil se i v diplomatických službách.
V roce 1768 přijel do Prahy, aby pro Josefa Myslivečka přepracoval libreto opery Il Bellerofonte. Opera měla premiéru v roce 1767 v divadle San Carlo v Neapoli. Její úspěch byl počátkem Myslivečkovy slavné kariéry.

## Dílo
Nejvíce libret napsal pro skladatele Francesca Araju:
Opery
- Seleuco (1744)
- Scipione (1745)
- Mitridate (1747)
- L'asilo della pace (1748)
- Il Bellerofonte (1750; v roce 1767 zhudebnil rovněž Josef Mysliveček)
- Eudossa incoronata ossia Teodosio II (1751)

Kantáty
- L’asilo della pace (1748)
- La corona d'Allesandro Magno (1750)

Pro španělského skladatele Nicolu Conforta napsal libreta k operám La ninfa smarrita a La forza del genio o sia Il pastor guerrier a ke kantátě La Pesca.